# Mörkagölen (Ramdala socken, Blekinge)
Mörkagölen är en sjö i Karlskrona kommun i Blekinge och ingår i Bruatorpsån-Lyckebyåns huvudavrinningsområde.